# Crosslauf-Europameisterschaften 2017
Die 24. Crosslauf-Europameisterschaften der EAA fanden am 10. Dezember 2017 in Šamorín (Slowakei) statt.
Der Deutsche Leichtathletik-Verband (DLV) nominierte 30 Läufer und Läuferinnen, die in zwölf Wettbewerben an den Start gehen sollten, darunter erstmals auch eine Mixed-Staffel für die Mittelstreckler.
Alina Reh gewann den U23-Wettkampf, Miriam Dattke erreichte Bronze in der U20-Konkurrenz. Die deutsche U23-Damenmannschaft schloss den Teamwettbewerb auf dem zweiten Platz ab.

## Ergebnisse

### Männer

#### Einzelwertung
| Platz | Athlet              | Land | Zeit (min) |
| ----- | ------------------- | ---- | ---------- |
| 1     | Kaan Kigen Özbilen  | TUR  | 29:45      |
| 2     | Adel Mechaal        | SPA  | 29:54      |
| 3     | Andrew Butchart     | GBR  | 30:00      |
| 4     | Hassan Chahdi       | FRA  | 30:01      |
| 5     | Soufiane Bouchikhi  | BEL  | 30:04      |
| 6     | Ben Connor          | GBR  | 30:08      |
| 7     | Aras Kaya           | TUR  | 30:14      |
| 8     | Daniel Mateo        | SPA  | 30:16      |
| 9     | Polat Kemboi Arikan | TUR  | 30:17      |
| 10    | Ayad Lamdassem      | SPA  | 30:18      |

Teilnehmer aus deutschsprachigen Ländern:
12.  Richard Ringer, 30:24
29.  Jonas Raess, 31:00
32.  Andreas Vojta, 31:05
44.  Valentin Pfeil, 31:27
62.  Lemawork Ketema, 32:03

68.  Stephan Listabarth, 32:21

#### Teamwertung
| Platz | Land und Athleten                                                                                          | Gesamtpunktzahl |
| ----- | --- | --------------- |
| 1     | Türkei Ali Kaya Alper Demir Kaan Kigen Özbilen Polat Kemboi Arıkan Aras Kaya                               | 17              |
| 2     | Spanien Jesús España Javier Guerra Juan Pérez Adel Mechaal Ayad Lamdassem Daniel Mateo                     | 20              |
| 3     | Vereinigtes Königreich Andrew Butchart Ben Connor Thomas Lancashire Alex Teuten Sam Stabler Dewi Griffiths | 35              |

Die österreichische Mannschaft schloss das Rennen mit 138 Punkten auf Platz 11 ab.

### Frauen

#### Einzelwertung
| Platz | Athletin                  | Land | Zeit (min) |
| ----- | ------------------------- | ---- | ---------- |
| 1     | Yasemin Can               | TUR  | 26:48      |
| 2     | Meraf Bahta               | SWE  | 27:03      |
| 3     | Karoline Bjerkeli Grøvdal | NOR  | 27:04      |
| 4     | Roxana Bârca              | ROM  | 27:21      |
| 5     | Elena Burkard             | GER  | 27:21      |
| 6     | Charlotte Taylor          | GBR  | 27:23      |
| 7     | Fabienne Schlumpf         | SUI  | 27:24      |
| 8     | Emelia Gorecka            | ENG  | 27:34      |
| 9     | Gemma Steel               | GBR  | 27:41      |
| 10    | Stephanie Twell           | GBR  | 27:43      |

Weitere Teilnehmerinnen aus deutschsprachigen Ländern:
28.  Fabienne Amrhein, 28:18
37.  Maya Rehberg, 28:34
42.  Martina Tresch, 28:41
52.  Jana Sussmann, 28:58
55.  Caterina Granz, 29:04
58.  Nada Pauer, 29:06
59.  Sandrina Illes, 29:07
71.  Julia Hauser, 30:28
77.  Bernadette Schuster, 32:13

#### Teamwertung
| Platz | Land und Athletinnen                                                                                               | Gesamtpunktzahl |
| ----- | --- | --------------- |
| 1     | Vereinigtes Königreich Charlotte Taylor Emelia Gorecka Gemma Steel Stephanie Twell Lily Partridge Elle Vernon      | 23              |
| 2     | Rumänien Roxana Elisabeta Bârca Ancuta Bobocel Cristina Simion Andreea-Alina Pîscu Claudia Prisecaru Paula Todoran | 31              |
| 3     | Türkei Yasemin Can Özlem Kaya Esma Aydemir Apak Meryem Akda Sevilay Eytemis                                        | 54              |

Das deutsche Team landete mit 70 Punkten auf Platz 5. Die österreichische Auswahl wurde mit 188 Punkten 12.

### U23-Männer

#### Einzelwertung
| Platz | Athlet                    | Land | Zeit (min) |
| ----- | ------------------------- | ---- | ---------- |
| 1     | Jimmy Gressier            | FRA  | 24:35      |
| 2     | Hugo Hay                  | FRA  | 24:37      |
| 3     | Yemaneberhan Crippa       | ITA  | 24:42      |
| 4     | Emmanuel Roudolff-Lévisse | FRA  | 24:43      |
| 5     | Carlos Mayo               | SPA  | 24:46      |
| 6     | Simon Debognies           | BEL  | 24:47      |
| 7     | Alexis Miellet            | FRA  | 24:47      |
| 8     | Topi Raitanen             | FIN  | 24.47      |
| 9     | Robin Hendrix             | BEL  | 24:48      |
| 10    | Süleyman Bekmezci         | TUR  | 24:49      |

Teilnehmer aus deutschsprachigen Ländern:
20.  Patrick Karl, 25:08
31.  Amanal Petros, 25:09
38.  Karl Junghannß, 25:31
52.  Manuel Innerhofer, 25:44
54.  Hans Peter Innerhofer, 25:51
56.  Jonathan Dahlke, 25:56
57.  Luca Sinn, 25:57
63.  Luca Noti, 26:06
79.  Nikolaus Franzmair, 26:55
81.  Paul Stüger, 27:09

#### Teamwertung
| Platz | Land und Athleten                                                                                                   | Gesamtpunktzahl |
| ----- | --- | --------------- |
| 1     | Frankreich Jimmy Gressier Hugo Hay Emmanuel Roudolff-Lévisse Alexis Miellet Mohamed Amine El Bouajaji Fabien Palcau | 7               |
| 2     | Belgien Simon Debognies Robin Hendrix Michael Somers Dorian Boulvin                                                 | 26              |
| 3     | Vereinigtes Königreich Mahamed Mahamed Chris Olley Patrick Dever Joe Steward Jack Rowe Daniel Jarvis                | 41              |

Das deutsche U23-Team wurde mit 79 Punkten 7. Die Mannschaft aus Österreich schloss das Turnier mit 163 Punkten auf Platz 13 ab.

### U23-Frauen

#### Einzelwertung
| Platz | Athletin                | Land | Zeit (min) |
| ----- | ----------------------- | ---- | ---------- |
| 1     | Alina Reh               | GER  | 20:22      |
| 2     | Konstanze Klosterhalfen | GER  | 20:25      |
| 3     | Jessica Judd            | GBR  | 20:45      |
| 4     | Amy-Eloise Markovc      | GBR  | 20:59      |
| 5     | Amy Griffiths           | GBR  | 21:02      |
| 6     | Isabelle Brauer         | SWE  | 21:09      |
| 7     | Anna Emilie Møller      | DEN  | 21:14      |
| 8     | Weronika Pyzik          | POL  | 21:18      |
| 9     | Mhairi Maclennan        | GBR  | 21:26      |
| 10    | Phoebe Law              | GBR  | 21:26      |

Weitere Teilnehmerinnen aus deutschsprachigen Ländern:
12.  Anna Gehring, 21:28
20.  Vera Coutellier, 21:48
36.  Flavia Stutz, 22:13
46.  Svenja Pingpank, 22:32
47.  Chiara Scherrer, 22:34
49.  Fiametta Troxler, 22:36

#### Teamwertung
| Platz | Land und Athletinnen                                                                                             | Gesamtpunktzahl |
| ----- | --- | --------------- |
| 1     | Vereinigtes Königreich Jessica Judd Amy-Eloise Markovc Amy Griffiths Mhairi Maclennan Phoebe Law Philippa Bowden | 12              |
| 2     | Deutschland Alina Reh Konstanze Klosterhalfen Anna Gehring Vera Coutellier Svenja Pingpank                       | 15              |
| 3     | Türkei Emine Hatun Tuna Büsra Nur Koku, Yayla Kiliç Tubay Fatma Erdal Demir                                      | 46              |

### U20-Männer

#### Einzelwertung
| Platz | Athlet             | Land | Zeit (min) |
| ----- | ------------------ | ---- | ---------- |
| 1     | Jakob Ingebrigtsen | NOR  | 18:39      |
| 2     | Ramazan Barbaros   | TUR  | 18:41      |
| 3     | Louis Gilavert     | FRA  | 18:45      |
| 4     | Yani Khelaf        | FRA  | 18:47      |
| 5     | Miguel González    | ESP  | 18:48      |
| 6     | Adrian Garcea      | ROU  | 18:48      |
| 7     | Annasse Mahboub    | ESP  | 18:49      |
| 8     | Ignacio Fontes     | SPA  | 18:50      |
| 9     | Mario García       | SPA  | 18:50      |
| 10    | Markus Görger      | GER  | 18:50      |

Weitere Teilnehmer aus deutschsprachigen Ländern:
35.  Mohamed Mohumed, 19:29
48.  Steffen Ulmrich, 19:41
51.  Nick Jäger, 19:44
57.  Robert Baumann, 19:49
59.  Stefan Schmid, 19:49
63.  Yan Volery, 19:53
68.  Bjarne Kölle, 19:58
69.  Albert Kokaly, 20:00
71.  Markus Hopp, 20:06
77.  Simon Ammann, 20:08
86.  Moïse Ahadi Rususuruka, 20:31

96.  Bernhard Obrecht, 20:52

#### Teamwertung
| Platz | Land und Athleten                                                                                        | Gesamtpunktzahl |
| ----- | --- | --------------- |
| 1     | Spanien Miguel González Annasse Mahboub Ignacio Fontes Mario García Tariku Novales Ouassim Oumaiz        | 20              |
| 2     | Frankreich Louis Gilavert Yani Khelaf Ilyes Boum Antoine Senard Pierre Proust Pierrick Jocteur-Monrozier | 27              |
| 3     | Türkei Ramazan Barbaros Abdurrahman Gediklioğlu Ömer Amaçtan Ramazan Baştuğ Sezgin Ataç                  | 49              |

Die deutsche U20-Mannschaft kam mit 93 Punkten auf Platz 9. Das Team aus Österreich wurde mit 199 Punkten 15. Die schweizerische Auswahl schloss den Wettkampf mit 203 Punkten auf Platz 16 ab.

### U20-Frauen

#### Einzelwertung
| Platz | Athletin              | Land | Zeit (min) |
| ----- | --------------------- | ---- | ---------- |
| 1     | Harriet Knowles-Jones | GBR  | 13:48      |
| 2     | Lili Anna Toth        | HUN  | 13:59      |
| 3     | Miriam Dattke         | GER  | 14:03      |
| 4     | Jasmijn Lau           | NED  | 14:05      |
| 5     | Nadia Battocletti     | ITA  | 14:07      |
| 6     | Francesca Tommasi     | ITA  | 14:07      |
| 7     | Mathilde Senechal     | FRA  | 14:08      |
| 8     | Alberte Kjær Pedersen | DEN  | 14:09      |
| 9     | Cari Hughes           | GBR  | 14:15      |
| 10    | Sophie Murphy         | IRL  | 14:15      |

Weitere Teilnehmerinnen aus deutschsprachigen Ländern:
17.  Delia Sclabas, 14:21
18.  Lisa Tertsch, 14:23
35.  Sibylle Häring, 14:43
46.  Lara Alemanni, 14:50
49.  Johanna Flacke, 14:52
64.  Agnès Stürner, 15:12
66.  Anna Baumgartner, 15:16
74.  Linn Lara Kleine, 15:23
75.  Josina Papenfuß, 15:25
76.  Cornelia Wohlfahrt, 15:26
89.  Katharina Pesendorfer, 15:42

#### Teamwertung
| Platz | Land und Athletinnen                                                                                             | Gesamtpunktzahl |
| ----- | --- | --------------- |
| 1     | Vereinigtes Königreich Victoria Weir Phoebe Barker Niamh Brown Khahisa Mhlanga Cari Hughes Harriet Knowles-Jones | 21              |
| 2     | Italien Ludovica Cavalli Laura De Marco Micol Majori Elisa Cherubini Francesca Tommasi Nadia Battocletti         | 33              |
| 3     | Spanien Isabel Barreiro Andrea Romero Cristina Ruiz Carla Gallardo Lucía Rodríguez Marta García                  | 47              |

Das deutsche U20-Team kam mit 70 Punkten auf den 6. Platz. Die schweizerische Mannschaft schloss den Wettbewerb mit 98 Punkten auf Platz 11 ab. Österreich wurde mit 231 Punkten 17.

### Mixed-Staffel
| Platz | Land                   | Zeit (min) |
| ----- | ---------------------- | ---------- |
| 1     | Vereinigtes Königreich | 18:24      |
| 2     | Tschechien             | 18:25      |
| 3     | Spanien                | 18:26      |

Die deutsche Mixed-Staffel erreichte in 19:10 min den 7. Platz.

### Medaillenspiegel
| Platz | Land                   | Gold | Silber | Bronze | Gesamt |
| ----- | ---------------------- | ---- | ------ | ------ | ------ |
| 1     | Vereinigtes Königreich | 5    | 0      | 4      | 9      |
| 2     | Türkei                 | 3    | 1      | 3      | 7      |
| 3     | Frankreich             | 2    | 2      | 1      | 5      |
| 4     | Spanien                | 1    | 2      | 2      | 5      |
| 5     | Deutschland            | 1    | 2      | 1      | 4      |
| 6     | Norwegen               | 1    | 0      | 1      | 2      |
| 7     | Italien                | 0    | 1      | 1      | 2      |
| 8     | Belgien                | 0    | 1      | 0      | 1      |
| 8     | Tschechien             | 0    | 1      | 0      | 1      |
| 8     | Ungarn                 | 0    | 1      | 0      | 1      |
| 8     | Rumänien               | 0    | 1      | 0      | 1      |
| 8     | Schweden               | 0    | 1      | 0      | 1      |